# Medalla de la Región de Murcia
La Medalla de la Región de Murcia es una condecoración civil española, otorgada por esta  comunidad autónoma junto a otros honores y distinciones. Tiene por objeto recompensar aquellas actividades artísticas, científicas, culturales, deportivas, sanitarias o de cualquier otra índole que sean consideradas relevantes. Se encuentra regulada por la Ley de 8 de noviembre de 1985, de honores, condecoraciones y distinciones de la Comunidad Autónoma de la Región de Murcia (Boletín Oficial del Estado de 1 de febrero de 1986 y Boletín Oficial de la Región de Murcia número  264, de 19 de noviembre de 1985).
La Medalla de la Región de Murcia cuenta con dos categorías diferentes: Medalla de oro y medalla de Plata.
Con la excepción de los miembros de la Familia Real no puede concederse a ninguna autoridad española ni de la propia región cuando aún se encuentren en activo. Esta condecoración tiene un carácter honorífico y no genera prestación económica alguna y es otorgada mediante Decreto del Consejo de Gobierno de esta comunidad autónoma, siendo obligatorio su publicación en el Boletín Oficial de la Región de Murcia. Siendo necesaria la elaboración de un expediente de concesión con carácter previo, salvo en los casos en que se trate de una iniciativa del presidente regional motivada por razones de cortesía o reciprocidad. Los nombramientos podrán ser revocados si los galardonados son condenados por la comisión de algún delito, o realizan actos o manifestaciones contrarios a la Comunidad Autónoma de la Región de Murcia o de menosprecio a los méritos que motivaron la distinción.